# Es Navidad
Es Navidad, lanzado en los Estados Unidos como Feliz Navidad — Con 14 éxitos navideños, es el quinto álbum de estudio y segundo álbum navideño de la boy band puertorriqueña Menudo, publicado en 1980 por la discográfica Padosa. Formaban parte del grupo: los hermanos Meléndez, Óscar y Ricky, René Farrait, Johnny Lozada, y el nuevo integrante Xavier Serbiá quien reemplazó a Fernando.
En cuanto a su producción, al igual que en sus discos anteriores, el coro de las canciones fue reforzado con las voces de coristas profesionales y la profesora de canto del quinteto, Marilyn Pagán. El repertorio incluye dos canciones presentes en su álbum predecesor, ¡Felicidades!, de 1979, a saber: "El Chiji Navideño" y "Eso Es Lo Mío".
El álbum tuvo éxito en Venezuela, convirtiéndose en el primer fonograma de Menudo en alcanzar las 100 mil copias vendidas en ese país. Según una nota publicada en octubre de 1984 en la revista estadounidense Cashbox, las ventas superaron las 150 mil unidades en tierras venezolanas hasta esa fecha.
En 1982, el álbum fue relanzado en los Estados Unidos con el título Feliz Navidad — Con 14 éxitos navideños, presentando una portada diferente en la que los integrantes del grupo aparecían vestidos como Papá Noel. En 1983, cuatro canciones del álbum anterior, ¡Felicidades!, fueron añadidas a la lista de pistas. Esta versión expandida del tuvo buena repercusión en el país, apareciendo en la lista de éxitos musicales de la revista Billboard dedicada a álbumes latinos.

## Lista de canciones
| N.º | Título                | Escritor(es)                | Singer(s)                     | Duración |  |
| 1.  | «La Gallina»          | Herminio de Jesús           | René Farrait                  | 4:09     |  |
| 2.  | «Traigo Una Parranda» | H. de Jesús                 | Xavier Serbiá                 | 2:51     |  |
| 3.  | «Las Nubes»           | H. de Jesús                 | Johnny Lozada                 | 2:45     |  |
| 4.  | «Las Navidades»       | H. de Jesús                 | Ricky Meléndez                | 3:04     |  |
| 5.  | «Chiji Navideño»      | H. de Jesús                 | All group members             | 2:53     |  |
| 6.  | «Mi Parranda»         | H. de Jesús                 | Óscar Meléndez                | 2:52     |  |
| 7.  | «El Tamborilero»      | Adaptación por Edgardo Díaz | Johnny Lozada                 | 3:10     |  |
| 8.  | «Eso Es Lo Mío»       | H. de Jesús                 | Óscar Meléndez y René Farrait | 3:14     |  |
| 9.  | «Voy También»         | Curet Alonso                | Johnny Lozada                 | 2:34     |  |
| 10. | «Año Nuevo Y Reyes»   | Juan de Dios Guzmán         | Johnny Lozada                 | 2:01     |  |

| Feliz Navidad — Con 14 éxitos navideños |                         |                    |                                         |          |  |
| N.º                                     | Título                  | Escritor(es)       | Singer(s)                               | Duración |  |
| 1.                                      | «La Gallina»            | H. de Jesus        | René Farrait                            | 4:07     |  |
| 2.                                      | «Traigo Una Parranda»   | H. de Jesus        | Xavier Serbiá                           | 2:51     |  |
| 3.                                      | «Noche De Paz»          | Gruber, Mohr       | René Farrait                            | 2:33     |  |
| 4.                                      | «Las Nubes»             | D.a.r              | Johnny Lozada                           | 2:44     |  |
| 5.                                      | «Las Navidades»         | H. de Jesus        | Ricky Meléndez                          | 3:02     |  |
| 6.                                      | «Ensillando Mi Caballo» | D.a.r.             | Carlos Meléndez and Fernando Sallaberry | 2:33     |  |
| 7.                                      | «Chiji Navideño»        | H. de Jesus        | All group members                       | 2:50     |  |
| 8.                                      | «Mi Parranda»           | H. de Jesus        | Óscar Meléndez                          | 2:50     |  |
| 9.                                      | «El Tamborilero»        | Adapted by E. Diaz | Johnny Lozada                           | 3:11     |  |
| 10.                                     | «Eso Es Lo Mío»         | H. de Jesus        | Óscar Meléndez and René Farrait         | 3:13     |  |
| 11.                                     | «Ñaqui Quiñaqui»        | H. de Jesus        | All group members                       | 3:21     |  |
| 12.                                     | «Voy También»           | C. Alonso          | Johnny Lozada                           | 2:32     |  |
| 13.                                     | «Año Nuevo Y Reyes»     | J. de D. Guzmán    | Johnny Lozada                           | 1:59     |  |
| 14.                                     | «Plena Borinqueña»      | D.a.r              | Fernando Sallaberry                     | 2:50     |  |

## Tablas

### Tablas semanales
Feliz Navidad
| Lista musical (1983-1984)                      | Mejor posición |
| ---------------------------------------------- | -------------- |
| Estados Unidos (Top Latin Albums - California) | 10             |
| Estados Unidos (Top Latin Albums - Florida)    | 14             |
| Estados Unidos (Top Latin Albums - Nueva York) | 6              |
| Estados Unidos (Top Latin Albums - Texas)      | 2              |

## Certificaciones y ventas
| Región    | Certificación | Ventas estimadas |
| --------- | ------------- | ---------------- |
| Venezuela | Oro           | 150.000          |